# Восточное (Охинский городской округ)
Восточное — село (до 2004 года посёлок городского типа) в Охинском городском округе Сахалинской области России, в 14 км от районного центра.

## География
Находится на берегу залива Малое Эхаби.

## История
Постановлением Администрации Сахалинской области от 17.06.2004 № 84-па посёлок городского типа Восточный преобразован в село Восточное.

## Население
| 1959 | 1970  | 1979  | 1989  | 2002 | 2010 | 2013 |
| ---- | ----- | ----- | ----- | ---- | ---- | ---- |
| 4997 | ↘2930 | ↘2456 | ↘2082 | ↘994 | ↘399 | ↘320 |
| 2021 |       |       |       |      |      |      |
| ↘139 |       |       |       |      |      |      |

По переписи 2002 года население — 994 человека (493 мужчины, 501 женщина).